# 浄龍寺 (草加市)
浄龍寺（じょうりゅうじ）は、埼玉県草加市にある真言宗智山派の寺院。

## 歴史
創建年代は不明であるが、江戸時代後期の地誌『新編武蔵風土記稿』には掲載されていることから、少なくともその頃までには既に存在していたものと推測される。当初は「浄観寺」という名称であった。無住（住職不在）だったり、兼任だった時期が長かったこともあり、古い記録は残されていない。
1908年（明治41年）、埼玉県北足立郡草加町大字庄左衛門新田（現・草加市栄町）の「新龍寺」を合併したのを機に、両寺の名称を組み合わせた「浄龍寺」に改称した。

## 交通アクセス
- 草加駅より徒歩19分。

## 関連文献
- 「庄左衛門新田 新龍寺」『新編武蔵風土記稿』 巻ノ138足立郡ノ4、内務省地理局、1884年6月。NDLJP:763997/86。